# Roca Umbert S.A.
L'empresa tèxtil Roca Umbert va ser durant dècades la principal indústria de Granollers. Amb instal·lacions a diversos municipis, la seva fàbrica principal estava a la capital del Vallès Oriental i avui l’antic complex industrial s'ha reconvertit en Roca Umbert Fàbrica de les Arts, un equipament cultural.

## Orígens de l'empresa

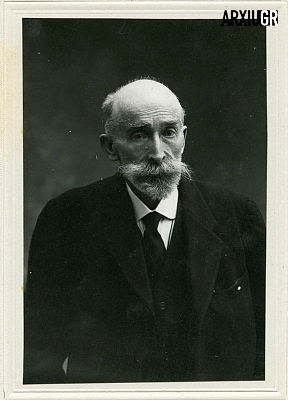
Josep Umbert Ventura en una imatge del diari El Siglo (entre 1912 i 1917). Arxiu Municipal de Granollers

A partir de 1860 es produeix la industrialització del Vallès Oriental amb la construcció de diverses fàbriques a la comarca. En aquest context, en Josep Umbert Ventura, un petit empresari, va construir una fàbrica tèxtil a Sant Feliu de Codines l'any 1871. Al cap de pocs anys (el 1876) va associar-se amb els empresaris granollerins Bonaventura i Isidre Comas per aprofitar la màquina de vapor d’una fàbrica de Palou. Els germans Comas van deixar l'empresa per dedicar-se a altres negocis, deixant sol Umbert al capdavant del projecte, que anava creixent. La necessitat de més espai de producció, millors comunicacions i subministrament energètic va portar Umbert a traslladar el 1880 la seva producció a la fàbrica Torras, al costat de l'estació de tren de Granollers. Finalment, el 1904, Josep Umbert instal·la la seva fàbrica a uns terrenys que aleshores estaven als afores de la vila, a l'actual Avinguda Enric Prat de la Riba, on ja es quedaria fins al tancament de l'empresa, l'any 1991.

## Consolidació i creixement
Josep Umbert va morir el 1917 sense descendència i convertit en un dels empresaris més rics de la comarca. L'empresa va ser heretada doncs pels fills que la seva germana, Maria Umbert Ventura, havia tingut amb en Joan Roca Cassart. En aquell moment l'empresa ja disposava de 220 telers i 4000 fusos.

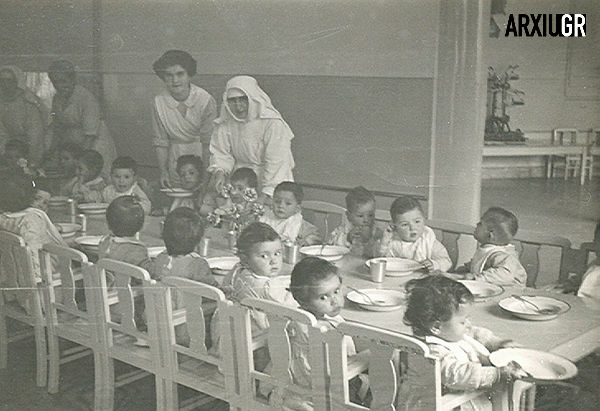
Casa-Cuna de Roca Umbert el 1954. Arxiu Municipal de Granollers

Així doncs, el negoci va a passar a ser propietat dels germans Josep, Esteve, Maria, Magdalena i Remei Roca Umbert, que constituïren l'empresa Fills de J. Umbert l'any 1922, que seria una de les poques empreses catalanes que treballaven tot el procés que va des de la floca de cotó fins al teixit preparat per vendre, a més de ser la segona empresa més gran de Granollers. Els nous propietaris van fer créixer la companyia arribant a absorbir la fàbrica Fills de F. Torras i llogant una nau a Ripollet. El 1927 es va rebatejar l'empresa com a Nebots de J. Umbert i ja s'havia convertit en la més gran de la ciutat. També es comptava entre les cent empreses tèxtils més grans de Catalunya.
A principi de la dècada de 1930 la família Roca Umbert es va traslladar a viure a Barcelona i van convertit l'antic domicili familiar en una escola bressol gratuïta per als fills de les dones que treballaven a la fàbrica. Aquest servei seria conegut a la ciutat com a "Casa Cuna".

## La Guerra Civil
En esclatar el conflicte bèl·lic de 1936 els propietaris de l'empresa, que comptava amb uns dos mil treballadors, van marxar de Catalunya. Davant de l'absència de la família l'empresa va ser col·lectivitzada per la CNT que la va rebatejar com a "Espartacus, Empresa Heredera de Roca Umbert". Sembla que durant aquest període no hi va haver canvis en els llocs de treball i que el Comitè va aprofitar l'experiència en la direcció de la fàbrica de les persones que ja hi treballaven abans de 1936. El que si que va canviar va ser el tipus de materials que es fabricaven ja que la producció s'orientaria ara a satisfer les necessitats militars. Així, a Granollers es produirien mantes, uniformes,i diversos elements de campanya.
La demanda d'homes per lluitar al front va fer créixer la presència de dones en àmbits de producció tradicionalment masculins com la secció de tints. També va augmentar el nombre de treballadors adolescents o d'edat avançada (massa joves o massa grans per anar a lluitar).

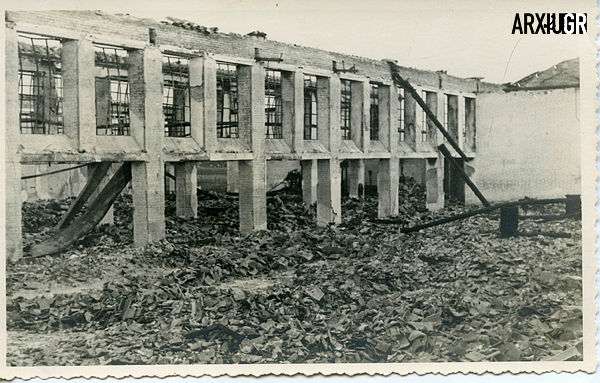
Estat de la fàbrica Roca Umbert de Granollers en acabar la Guerra Civil. 1939. Autor: Josep Bosch i Plans. Arxiu Municipal de Granollers

Després del bombardeig del 31 de maig de 1938 es va decidir passar la jornada laboral en horari nocturn ja que la fàbrica podia ser considerada un objectiu estratègic per l'aviació enemiga, fàcilment detectable pel fum de la xemeneia. Alhora, es va construir un refugi antiaeri aprofitant el clavegueram de sota la fàbrica.

## La postguerra
A partir de 1939, acabada la guerra, els principals problemes per a la indústria a tot el país era la manca de matèries primeres i les restriccions energètiques. L'autarquia promoguda pel règim franquista també dificultava l'obtenció de maquinària i recursos tecnològics, fet que va promoure la contractació de personal (fet també incentivat per la reducció dels salaris). Durant la dècada de 1940, doncs, la contractació augmentaria fins a arribar al seu màxim històric.
La legislació franquista (el Fuero del Trabajo) prohibia el treball infantil i obligava a indemnitzar les dones que deixaven l'empresa quan es casaven per tal d'allunyar-les del món fabril i que es dediquessin a la família. No obstant, el sector tèxtil era una excepció a aquestes normes i per aquest motiu, tant a Roca Umbert com a altres fàbriques tèxtils, la major part de la plantilla era femenina, ja que el sou de les dones era un 30% més baix que els dels homes, i els infants començaven a treballar-hi abans de l'edat mínima legal.
L'escola bressol inaugurada abans de la guerra, que seguia en funcionament, era una peça clau que incentivava també la captació de personal femení, i la contractació irregular de personal infantil era acceptada pels mateixos treballadors que proposaven els seus propis fills per tal d'augmentar els ingressos familiars.

## L'esplendor del sector tèxtil
El 1950 moriria en Josep Roca Umbert i el 1953 el seu germà Esteve. L'empresa, doncs, passaria a les mans dels seus descendents, que decidiren apostar per generar la seva pròpia energia i fer front així a les restriccions. El 1955 es va acabar la construcció d'una central tèrmica que permetia generar electricitat amb una potència d'entre 500 i 600 CV.
Aquesta instal·lació, poc comú en el moment, és una de les poques parts de la fàbrica original que es conserven intactes i s'ha convertit en un espai museístic visitable anomenat "La Tèrmica".
La progressiva obertura de l'economia espanyola a partir de la dècada dels 50 va permetre anar modernitzant la maquinària important tecnologia de l'estranger, fet que va traduir-se en millores de les condicions de treball així com en resultats més beneficiosos per l'empresa. A partir dels anys 60 Catalunya experimenta una gran onada d'immigració de persones procedents d'altres punts de l'Estat que, empesos per les dificultats econòmiques, estan disposats a treballar per salaris més baixos. D'aquesta manera, el 1969 més del 70% del personal de Roca Umbert era de fora de Catalunya.
Aquest augment de la productivitat va proporcionar beneficis a l'empresa però, tot i això, a mitjans dels 60 els propietaris van començar a veure que el sector anava de devallada i es van integrar al pla de reestructuració de 1965, fet que els permetria reduir la plantilla, sobretot a la fàbrica de Sant Feliu de Codines.

## La crisi del tèxtil

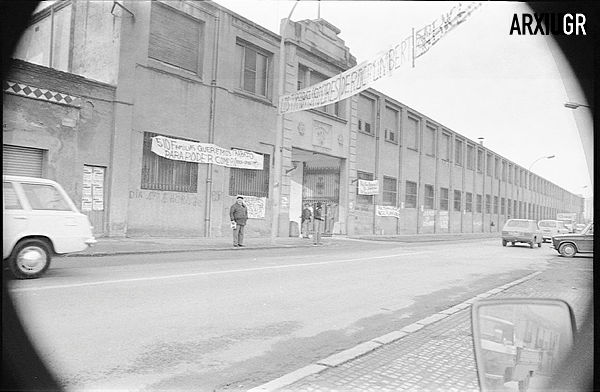
Pancartes de protesta dels treballadors de la fàbrica tèxtil Roca Umbert, en contra del tancament el 1977. Autor: Pere Cornellas. Arxiu Municipal de Granollers

A les dificultats esmentades, cal afegir-hi l'entrada de productes tèxtils fabricats a països del tercer món, molt més barats, i el creixement de les reivindicacions laborals promogudes pels moviments sindicalistes que, tot i ser il·legals, anaven guanyant força així com ho feia l'oposició antifranquista en general. Els treballadors més joves s'organitzaven a través d'activitats suposadament lúdiques (clubs de futbol, associacions excursionistes) per a mirar de reivindicar millores salarials i de condicions de treball. No obstant, la crisi del sector va afectar també Roca Umbert que va declarar que tancava la producció de Granollers el 1977. Els treballadors van engegar unes jornades de vaga que els van permetre millorar les indemnitzacions que rebien en ser acomiadats. Finalment, es va tancar la filadura i la major part de serveis socials com la Casa Cuna, però la fàbrica va seguir en actiu. El 1982 una gran part dels terrenys que havia ocupat la fàbrica van ser venut a l'Institut Català del Sòl i s'hi construiria el barri de Tres Torres.
La família havia anat venent les accions de l'empresa a Gabriel Buixó qui, davant de la manca de rendibilitat del negoci va acabar acollint-se a un nou pla de reestructuració el 1991 que va representar el tancament definitiu de la fàbrica. El 1994 Buixó va arribar a un acord amb l'Ajuntament de Granollers que passaria a ser propietari del que quedava de la fàbrica. Durant uns anys va ser un espai que s'utilitzava com a magatzem municipal o s'hi rodaven pel·lícules puntualment. Durant aquest període, es va detectar, conservat a diversos espais en desús de la fàbrica, un gran nombre de caixes amb documentació històrica de l'empresa que el 2002 es van incorporar a l'Arxiu Municipal de Granollers constituint el Fons Roca Umbert. El 2003 es va aprovar el projecte de la Fàbrica de les Arts.

## Fons documental
Conté documentació de la gestió i de l'administració de  l'empresa, i va estar en actiu fins al 1991.Es tracta del primer fons empresarial del qual l'Arxiu Municipal de Granollers ha fet l'inventari, el catàleg, el quadre de classificació i la descripció.
Quan l'empresa va tancar, una part dels seus documents van ser traslladats a Barcelona, i altres van quedar-se a Granollers. Aquests últims van romandre a les oficines de l'empresa i van ser organitzats per Marcel·lí Camats, fins que l'any 2003 se'n va fer càrrec l'Arxiu Municipal de  Granollers. Josep Buixó Roca Umbert, nebot de Josep Umbert Ventura que havia treballat a l'empresa, també hi va aportar documentació. 
L'any 2004, amb l'inici del projecte Roca Umbert Fàbrica de les Arts, s'inicia una intervenció arxivística per fer accessible el fons Roca Umbert. L'Arxiu Municipal de Granollers assumeix la direcció de la intervenció, i es fa càrrec de les despeses de trasllat, neteja i desinfecció, instal·lació en un dipòsit en condicions, i dels materials de conservació. La Fàbrica de les Arts actua oferint el finançament per a la contractació de dues becàries, Maria Canals i Montse Gifra, per un període de dos mesos.
La instal·lació i descripció de la documentació es va portar a terme als espais de l'Arxiu Comarcal del Vallès Oriental; el fons de l'empresa Roca Umbert està ubicat al dipòsit número 3 i consta de 42 metres lineals. La gran quantitat de documents, la seva diversitat temàtica i l’extensa cronologia que abasta (1889-1993) ha comportat l’elaboració d’un quadre de classificació molt ampli i exhaustiu. En general, tots els àmbits de l’empresa hi són representats, amb més o menys informació.

### Contingut del fons documental
Dins del fons de l'empresa, hi podem trobar documents oficials i administratius, informes, projectes, solicituds, expedients i contractes. També, en relació amb documents sobre el seu patrimoni, hi ha un llarg nombre de béns mobles i béns inmobles, com els habitatges, que eren propietat de Roca Umbert i llogats als treballadors de la fàbrica.
Pel que fa al personal de l'empresa, es conserven encara contractes laborals i més de 7000 fitxes dels treballadors, amb totes les seves dades personals. Existeixen també convenis, reglaments inters, expedients disciplinaris, nòmines o assegurances socials, com el Retiro Obrero, el Subsidio de Vejez y Maternidad i la Seguridad Social. A més a més, cal destacar una interessant mostra de revisions i fitxes mèdiques, així com la informació sobre la Casa Cuna.
Fent referpencia a les activitats industrials de l'empresa, hi trobem moltes dades sobre el proveïment, la producció i el magatzem de Roca Umbert (trobats en llibres, àlbums i llistes de producció de filatures i teixits), així com previsions, lliuraments i devolucions. Cal destacar també els inventaris, balanços i un important nombre de llibres de caixa, a més de factures, albarans i rebuts.
Resulta especialment atractiva la col·lecció de mostrari del fons: un extens conjunt de cartrons i cartolines, de diferents mides i formats, amb retalls de mostres de teixits fabricats per l'empresa granollerina. Tot aquest material es troba classificat a partir de les dates de producció, dels estampats i dels colors. A més a més, hi ha algunes carpetes amb escandalls i àlbums amb fotografies publicitàries, així com mostraris d'altres empreses, nacionals i estrangeres.
Un altre material del fons és un conjunt de plànols que van des de projectes arquitectònics fins a maquinària industrial, i també un conjunt de 68 revistes i 52 llibres de temàtica diversa.
Pel que fa a les fotografies, la major part ja havien estat incorporades l’any 1994 a l’Arxiu d’Imatges. Han rebut un tractament específic, s’han documentat, i conservat en un dipòsit en condicions climàtiques adients. Les temàtiques d'aquestes fotografies són diverses; algunes de vistes exteriors del conjunt de la fàbrica, i d'altres d'espais interiors i maquinària específica.